# Città di Blue Mountains
La città di Blue Mountains è una Local Government Area che si trova nel Nuovo Galles del Sud. Essa si estende su una superficie di 1.430 chilometri quadrati e ha una popolazione di 75.942 abitanti. La sede del consiglio si trova a Katoomba.

## Località
- Bell
- Blackheath
- Blaxland
- Bullaburra
- Faulconbridge
- Glenbrook
- Hazelbrook
- Katoomba
- Lapstone
- Lawson
- Leura
- Linden
- Medlow Bath
- Mount Riverview
- Mount Victoria
- Springwood
- Sun Valley
- Valley Heights
- Warrimoo
- Wentworth Falls
- Winmalee
- Woodford
- Yellow Rock